# Lebensläufe/Episodenliste
Diese Episodenliste enthält alle Episoden der deutschen Fernsehsendung Lebensläufe vom Mitteldeutschen Rundfunk. Die Sortierung erfolgt chronologisch nach Erstausstrahlung und die Nummerierung entspricht der auf der Seite Fernsehserien.de (siehe Abschnitt Weblinks).
| Nr. | Originaltitel                                                                                   | Erstausstrahlung |
| --- | ----------------------------------------------------------------------------------------------- | ---------------- |
| 1   | „Und keiner sagt: Ich liebe dich … “ – Barbara Thalheim                                         | 7. Jan. 1998     |
| 2   | „Erst kommt das Fressen, dann kommt die Moral“ – Bertolt Brecht                                 | 4. Feb. 1998     |
| 3   | Erinnerung hat 1000 Türen – Zu Besuch bei Lillie Claus-Dostal                                   | 11. Feb. 1998    |
| 4   | Zum Ersten, zum Zweiten, zum Dritten – Auktionshaus Wendl                                       | 25. Feb. 1998    |
| 5   | „Ich hab’ meine Tante geschlachtet … “ – Uta Pilling und Jens-Paul Wollenberg                   | 29. Apr. 1998    |
| 6   | Fips Fleischer: „Ich bin ein Live-Man“                                                          | 13. Mai 1998     |
| 7   | Hans Mayer – Germanist und Publizist                                                            | 20. Mai 1998     |
| 8   | Hedwig Bollhagen: Ein Leben für die „Töppe“                                                     | 3. Juni 1998     |
| 9   | Casanova in Sachsen – Der ewige Verführer                                                       | 17. Juni 1998    |
| 10  | Zwischentöne mit Eberhard Cohrs – Komiker                                                       | 24. Juni 1998    |
| 11  | Unbeschreiblich sächsisch – Das Kabarettisten-Duo Böhnke/Lange                                  | 8. Juli 1998     |
| 12  | Zwischentöne mit Margot Ebert                                                                   | 29. Juli 1998    |
| 13  | Uwe Steimle – Die großen Erfolge des Schauspielers und Kabarettisten                            | 7. Okt. 1998     |
| 14  | Die Malerfamilie Heisig                                                                         | 21. Okt. 1998    |
| 15  | „Und immer wieder Hoffnung“ – Maria Schell                                                      | 18. Nov. 1998    |
| 16  | Grausames, zärtliches Petersburg – Die Welten der Ljudmila Rasumowskaja                         | 25. Nov. 1998    |
| 17  | Der Meister und sein ungehorsamer Schüler: Wolfgang Mattheuer und Hans-Hendrik Grimmling        | 9. Dez. 1998     |
| 18  | Zwischentöne mit Heinz Rennhack                                                                 | 3. Feb. 1999     |
| 19  | Eva Siao – Eine Liebe in China                                                                  | 17. Feb. 1999    |
| 20  | Der Mensch ist gut, die Welt ist schlecht: Erich Kästner zum 100. Geburtstag                    | 3. März 1999     |
| 21  | Zum 70. Geburtstag von Christa Wolf: Nachdenken über Christa W.                                 | 17. März 1999    |
| 22  | Lenka Reinerova – Die letzte deutschsprachige Schriftstellerin in Prag                          | 31. März 1999    |
| 23  | Das Geständnis der Marga Koch                                                                   | 7. Apr. 1999     |
| 24  | Ruth Hohmann – Ein Leben für den Jazz                                                           | 16. Juni 1999    |
| 25  | Das ungehorsame Superweib – Die Schauspielerin Veronica Ferres                                  | 30. Juni 1999    |
| 26  | Zwei Herzen im Dreivierteltakt – Einzi Stolz über Robert Stolz                                  | 1. Sep. 1999     |
| 27  | Die alte Liebe des Manfred Uhlig                                                                | 6. Okt. 1999     |
| 28  | Nachrichten aus einem zerfallenen Reich – Die Schriftstellerin Swetlana Alexijewitsch           | 20. Okt. 1999    |
| 29  | „Am liebsten wär’ ich König von Sachsen“ – Der Stadtmuseumsdirektor Matthias Griebel            | 10. Nov. 1999    |
| 30  | „Wu de Walder hamlich rauschen“ – Der Volkssänger Anton Günther                                 | 17. Nov. 1999    |
| 31  | Georg Baselitz trifft Georg Kern                                                                | 1. Dez. 1999     |
| 32  | Hans-Joachim Wolfram: „Bleiben Sie schön neugierig!“                                            | 12. Jan. 2000    |
| 33  | Zärtlicher Regen, Erinnerung – Die Dichterin Eva Strittmatter                                   | 9. Feb. 2000     |
| 34  | Der Sechzehnte nach Bach – Thomaskantor Georg Christoph Biller                                  | 19. Apr. 2000    |
| 35  | Der Maler Werner Tübke – Bilderwelten eines großen Malers                                       | 23. Apr. 2000    |
| 36  | Edgar Külow – ein Westfale im Osten                                                             | 29. Apr. 2000    |
| 37  | Die Rache des Rothaarigen – Der Schauspieler Peter Bause                                        | 3. Mai 2000      |
| 38  | Hart sein und durch – Ostdeutsche in Amerika                                                    | 17. Mai 2000     |
| 39  | Von der Courage zum Risiko – Die Schriftstellerin Monika Maron                                  | 31. Mai 2000     |
| 40  | Ich mach gern den Clown – Die Schauspielerin Dagmar Manzel                                      | 14. Juni 2000    |
| 41  | Der Unruheständler: Wolfgang Leonhard – Junger Pionier, Sowjet-Forscher, Liberaler              | 12. Juli 2000    |
| 42  | Eberhard Cohrs – Der Kleene mit der großen Gusche                                               | 9. Aug. 2000     |
| 43  | Störtebeker lebt – Der Stuntman Peter Hick                                                      | 23. Aug. 2000    |
| 44  | Die Erwin-Strittmatter-Legende                                                                  | 30. Aug. 2000    |
| 45  | Edgar Külow – Ein Westfale im Osten                                                             | 6. Sep. 2000     |
| 46  | Geschwister Caldarelli – Eine erzgebirgische Legende                                            | 20. Sep. 2000    |
| 47  | Mein Künstlername ist Müller – Der Schauspieler Alfred Müller                                   | 4. Okt. 2000     |
| 48  | Egon, Ilse und Hans Huckebein – Die Komödiantenkarriere des Tom Pauls                           | 18. Okt. 2000    |
| 49  | „Polizeiruf“-Kommissar zur See – Der Schauspieler Günter Naumann                                | 1. Nov. 2000     |
| 50  | Die Marlitt – Star der Gartenlaube                                                              | 15. Nov. 2000    |
| 51  | István Szabó über den Schauspieler Rolf Hoppe                                                   | 29. Nov. 2000    |
| 52  | Leben als Abenteuer – Der Schauspieler Armin Mueller-Stahl                                      | 20. Dez. 2000    |
| 53  | Feuerzangenbowle für Emils Detektive – Der Schauspieler Hans Richter                            | 21. Jan. 2001    |
| 54  | Barbara Dittus über Agnes Kraus                                                                 | 14. Feb. 2001    |
| 55  | Erich Loest – Ein deutscher Rebell                                                              | 20. Feb. 2001    |
| 56  | Eine italienische Reise – Lebensstationen des Malers Willi Sitte                                | 1. März 2001     |
| 57  | Heiner Carow über Angelica Domröse                                                              | 5. Apr. 2001     |
| 58  | „Wer schmeißt denn da mit Lehm?“ – Die Volkssängerin Claire Waldoff                             | 18. Apr. 2001    |
| 59  | Das gibt’s nur einmal – Der Komponist Werner Richard Heymann                                    | 22. Apr. 2001    |
| 60  | Mit Leidenschaft und Neugier – Die Regisseurin Margarethe von Trotta                            | 9. Mai 2001      |
| 61  | Heinjak Strittmatter & Der Laden – eine deutsche Familiengeschichte                             | 10. Mai 2001     |
| 62  | Gefeiert und verdammt – Der Schriftsteller Hermann Kant                                         | 10. Juni 2001    |
| 63  | Alexander Iljinski im Gespräch mit der Schauspielerin Ingeborg Krabbe                           | 13. Juni 2001    |
| 64  | Auf der Spur der Steine – Der Schriftsteller Erik Neutsch                                       | 17. Juni 2001    |
| 65  | Mörder, Junkie und Minister – Der Dichter Johannes R. Becher                                    | 27. Juni 2001    |
| 66  | Johanns Erbe – Ein Rumäne in Arnsgereuth                                                        | 15. Aug. 2001    |
| 67  | Die Hohmann – Ein Leben für den Jazz                                                            | 22. Aug. 2001    |
| 68  | Herrscher im Haus der Phantasie – Der Sammler, Schriftsteller und Maler Lothar-Günther Buchheim | 16. Sep. 2001    |
| 69  | Der Retter von Auerbachs Keller – Der Leipziger Gastronom Ulrich Reinhardt                      | 14. Nov. 2001    |
| 70  | „Dr Himmel is e Lichterbugn“ – Der Unternehmer und Dichter Friedrich Emil Krauss                | 9. Dez. 2001     |
| 71  | Ach wie schön ist doch zu geben … – die Schauspielerin Käthe Reichel                            | 12. Dez. 2001    |
| 72  | Mordsache Lämmermann – Das Geheimnis um den Plauener HJ-Führer                                  | 6. Jan. 2002     |
| 73  | Die Schauspielerin Helga Göring                                                                 | 13. Jan. 2002    |
| 74  | Der Jahrhundertmaler Conrad Felixmüller                                                         | 24. März 2002    |
| 75  | Der Schauspieler Fred Delmare – Himmelhoch jauchzend – zu Tode betrübt                          | 21. Apr. 2002    |
| 76  | Lutz Jahoda – Schauspieler, Sänger und Entertainer                                              | 16. Juni 2002    |
| 77  | Trotzig lächeln – Der Schriftsteller Lutz Rathenow                                              | 25. Sep. 2002    |
| 78  | Der Gosenwirt Hartmut Hennebach                                                                 | 29. Sep. 2002    |
| 79  | Bernstein ist ihr Leben – Jekaterina Nikolajewna Anochina                                       | 6. Okt. 2002     |
| 80  | Tragödie eines Humoristen – Der Zeichner e.rich o.hser plauen                                   | 9. März 2003     |
| 81  | Mit Herz und Seele ein Sachse – Der Illustrator Ludwig Richter                                  | 28. Sep. 2003    |
| 82  | Farbe bekennen – Der Maler Walter Womacka                                                       | 23. Nov. 2003    |
| 83  | Der Conferencier Günthi Krause – Keine Sause ohne Krause                                        | 8. Aug. 2004     |
| 84  | Mitteldeutsche Fußballlegenden: Die Brüder Roland und Peter Ducke                               | 21. Nov. 2004    |
| 85  | Die Weihnachtshymne Mitteldeutschlands – Dem Volke abgelauscht von Johanne Amalie von Elterlein | 19. Dez. 2004    |
| 86  | Pantherfrau – Die Schriftstellerin Sarah Kirsch                                                 | 17. Apr. 2005    |
| 87  | Einer von uns – Der Schauspieler Günther Simon                                                  | 22. Mai 2005     |
| 88  | Der Meistersinger aus Dresden – Kammersänger Peter Schreier zum 70. Geburtstag                  | 31. Juli 2005    |
| 89  | Melodienkönig des Ostens – Der Komponist Gerd Natschinski                                       | 4. Sep. 2005     |
| 90  | Die tollkühne Fliegerin Melli Beese – Das Schicksal der ersten deutschen Pilotin aus Dresden    | 13. Nov. 2005    |
| 91  | „Der Wiesenstein ist meine Burg“ – Gerhart Hauptmann in Agnetendorf                             | 2. Juli 2006     |
| 92  | Die Vollblut-Komödiantin – Schauspielerin Ingeborg Krabbe                                       | 30. Juli 2006    |
| 93  | Ein Unbeugsamer – Der Schriftsteller Gerhard Zwerenz                                            | 24. Sep. 2006    |
| 94  | Fritz Baumgarten – Im Märchenreich des Bilderbuchs                                              | 6. Mai 2007      |
| 95  | Werner Bräunig – Die Wismut Legende                                                             | 30. Sep. 2007    |
| 96  | Philipp Reclam – Der Buchgigant aus Leipzig                                                     | 16. März 2008    |
| 97  | Ulrich Mühe – Unerbittlich, auch gegen sich selbst                                              | 30. März 2008    |
| 98  | Clara Zetkin – die Unbestechliche                                                               | 1. Juni 2008     |
| 99  | Reiner Kunze – ein deutsches Dichterschicksal                                                   | 3. Apr. 2008     |
| 100 | Hilmar Thate – Schauspielikone und Dorfromantiker                                               | 5. Okt. 2008     |
| 101 | Johann Melchior Dinglinger – Der Hofjuwelier August des Starken                                 | 7. Dez. 2008     |
| 102 | Howard Arman – Vom Chorknaben zum MDR-Rundfunkchorchef                                          | 28. Juni 2009    |
| 103 | Egon Günther – Eine deutsch-deutsche Regielegende                                               | 20. Sep. 2009    |
| 104 | Ludwig Güttler                                                                                  | 1. Nov. 2009     |
| 105 | Friedrich Nietzsche – Der Retter von Röcken                                                     | 29. Aug. 2010    |
| 106 | Peter Wieland – Melodien für Millionen                                                          | 21. Nov. 2010    |
| 107 | Otto Reutter – In fünfzig Jahren ist alles vorbei                                               | 10. März 2011    |
| 108 | Gunter Schoß – Der Geschichtenerzähler                                                          | 3. Nov. 2011     |
| 109 | Karl-Eduard von Schnitzler – Klassenkämpfer und Lebemann                                        | 15. Sep. 2011    |
| 110 | Simone Thomalla und Martin Wuttke – Die Tatortkommissare aus Leipzig                            | 15. Dez. 2011    |
| 111 | Zu Besuch bei Eva Strittmatter                                                                  | 5. Jan. 2012     |
| 112 | Hedwig Courths-Mahler – Die Erfinderin der heilen Welt                                          | 16. Feb. 2012    |
| 113 | Hans-Dietrich Genscher                                                                          | 15. März 2012    |
| 114 | Fürst Franz – Ein vorbildlicher Landesvater                                                     | 5. Juli 2012     |
| 115 | Heinz Florian Oertel – Eine Reporterlegende                                                     | 13. Dez. 2012    |
| 116 | Peter Borgelt – Der ostdeutsche Kommissar Maigret                                               | 20. Dez. 2012    |
| 117 | Der Wunsch Schönes zu schaffen                                                                  | 3. Jan. 2013     |
| 118 | Dieter Schneider – Der Schlagertexter des Ostens                                                | 10. Jan. 2013    |
| 119 | Der kleine Trompeter: Die Geschichte des Fritz Weineck                                          | 17. Jan. 2013    |
| 120 | Die vier Brummers – Das Lied von den treuen Sachsen                                             | 24. Jan. 2013    |
| 121 | Der Rennfahrer Manfred von Brauchitsch – Silberpfeil und Friedenskämpfer                        | 7. Feb. 2013     |
| 122 | Arndt Bause – Gold in seinen Noten                                                              | 14. Feb. 2013    |
| 123 | Anne-Rose Neumann – Die erste Nachrichtensprecherin im Deutschen Fernsehen                      | 7. März 2013     |
| 124 | Veronika Fischer: Ich bin die Fischer!                                                          | 14. März 2013    |
| 125 | August Hermann Francke – Der Visionär von Halle                                                 | 21. März 2013    |
| 126 | Stefan Heym – Gewissen des Jahrhunderts                                                         | 4. Apr. 2013     |
| 127 | Annekathrin Bürger – Ich wollte nie ein Star sein                                               | 11. Apr. 2013    |
| 128 | Der Schauspieler Jürgen Frohriep – Zwischen Höhenflügen und Abgründen                           | 18. Apr. 2013    |
| 129 | Lene Voigt – Die sächsische Nachtigall                                                          | 2. Mai 2013      |
| 130 | Hermann von Pückler-Muskau – Der grüne Fürst                                                    | 16. Mai 2013     |
| 131 | Minna Wagner – die erste Ehefrau von Richard Wagner                                             | 30. Mai 2013     |
| 132 | Agnes Kraus – Volksschauspielerin                                                               | 6. Juni 2013     |
| 133 | Die Geschwister Weisheit – Eine echte Seilschaft                                                | 11. Juli 2013    |
| 134 | Der Regisseur Andreas Dresen – Auf halber Strecke                                               | 15. Aug. 2013    |
| 135 | Die Bestsellerautorin Sabine Ebert – Ein Leben mit Geschichte und Geschichten                   | 5. Sep. 2013     |
| 136 | Damals – Die Schlagerlegende Bärbel Wachholz                                                    | 10. Okt. 2013    |
| 137 | Turnvater Jahn – Der Napoleonhasser                                                             | 17. Okt. 2013    |
| 138 | Besuch bei Täve                                                                                 | 7. Nov. 2013     |
| 139 | Herrin über Silber und Spitze – Die Unternehmerin Barbara Uthmann                               | 14. Nov. 2013    |
| 140 | Die Herrnhuter Sterne – Ein Leuchten in die Welt                                                | 12. Dez. 2013    |
| 141 | Polizeirufkommissare Jaecki Schwarz und Wolfgang Winkler – Verbrecherjagd auf Mitteldeutsch     | 23. Jan. 2014    |
| 142 | Carl Philipp Emanuel Bach – Ein musikalischer Rebell                                            | 6. März 2014     |
| 143 | Reinhard Lacky Lakomy – Heute bin ich allein                                                    | 20. März 2014    |
| 144 | Der Schriftsteller Christoph Hein – Von allem Anfang an                                         | 3. Apr. 2014     |
| 145 | Der Schriftsteller Volker Braun – Training des aufrechten Gangs                                 | 8. Mai 2014      |
| 146 | Graf Brühl und Friedrich II. – Feinde fürs Leben                                                | 5. Juni 2014     |
| 147 | Richard Strauss – Ein musikalischer Grenzgänger                                                 | 12. Juni 2014    |
| 148 | Georg II. – Theaterherzog von Meiningen                                                         | 19. Juni 2014    |
| 149 | Jan Josef Liefers – Keine halben Sachen                                                         | 7. Aug. 2014     |
| 150 | Der Maler Otto Dix – Trau deinen Augen                                                          | 4. Sep. 2014     |
| 151 | Lutz Jahoda – mit Lust und Liebe                                                                | 11. Sep. 2014    |
| 152 | Silbermann – Zwei Brüder erobern die Orgelwelt                                                  | 2. Okt. 2014     |
| 153 | Der Papstmaler Michael Triegel                                                                  | 16. Okt. 2014    |
| 154 | Heike Drechsler: 19 Jahre 19 Schritte                                                           | 11. Dez. 2014    |
| 155 | Dieter Mann – Die Besteigung des Zauberbergs                                                    | 5. Feb. 2015     |
| 156 | Ein Mann tickt für Glashütte: Walter Lange – Kronprinz einer Uhrendynastie                      | 19. Feb. 2015    |
| 157 | Ludwig Renn – Adel im Untergang                                                                 | 5. März 2015     |
| 158 | Rolf Becker – Der sanfte Rebell                                                                 | 9. Apr. 2015     |
| 159 | Der Maler Caspar David Friedrich – Die Geburt der Romantik                                      | 7. Mai 2015      |
| 160 | Christiane Vulpius – Goethes Haus- und Bettschatz                                               | 4. Juni 2015     |
| 161 | Ursula Karusseit – eine Vollblutschauspielerin                                                  | 18. Juni 2015    |
| 162 | Volksschauspieler Günter Schubert – Immer zur See                                               | 25. Juni 2015    |
| 163 | Christian Fürchtegott Gellert – Bestsellerautor der Aufklärung                                  | 2. Juli 2015     |
| 164 | Peter Schreier – Stimmwunder und Weltbürger                                                     | 30. Juli 2015    |
| 165 | Hans-Eckardt Wenzel – Sänger, Dichter, Weltentdecker                                            | 6. Aug. 2015     |
| 166 | Jochen Kowalski                                                                                 | 20. Aug. 2015    |
| 167 | Jenny Marx – Die rote Baronesse                                                                 | 27. Aug. 2015    |
| 168 | Helmut Schön – Fußballlegende aus Sachsen                                                       | 10. Sep. 2015    |
| 169 | Uwe Kockisch – Der Commissario aus Cottbus                                                      | 17. Sep. 2015    |
| 170 | Georg Christoph Biller – Vom Knabensopran zum Thomaskantor                                      | 24. Sep. 2015    |
| 171 | Benno Pludra – Poet der Kinder                                                                  | 8. Okt. 2015     |
| 172 | George Bähr – Die Frauenkirche und ihr Architekt                                                | 29. Okt. 2015    |
| 173 | Der Schauspieler Peter Sodann – Querulant, Moralist, Kommissar                                  | 19. Nov. 2015    |
| 174 | Silbermann – Zwei Brüder erobern die Orgelwelt                                                  | 26. Nov. 2015    |
| 175 | Ute Freudenberg – Ich bin ein glücklicher Mensch                                                | 14. Jan. 2016    |
| 176 | Herbert Köfer – Spielen ist mein Leben                                                          | 18. Feb. 2016    |
| 177 | Max Reger – Ein musikalischer Koloss                                                            | 12. Mai 2016     |
| 178 | Sebastian Krumbiegel – Ein „Prinz“ mit Stimme und Courage                                       | 2. Juni 2016     |
| 179 | Musik – Eine Reise fürs Leben: Der Dirigent Riccardo Chailly                                    | 16. Juni 2016    |
| 180 | Die Sache mit dem Ritterkreuz – Hubert Schmidt-Gigo, ein Leben in zwei Diktaturen               | 18. Aug. 2016    |
| 181 | Carl Zeiss – Ein Thüringer greift nach den Sternen                                              | 8. Sep. 2016     |
| 182 | Der Maler Max Beckmann – Von Angesicht zu Angesicht                                             | 13. Okt. 2016    |
| 183 | Elisabeth von Sachsen – Eine Rebellin der Reformation                                           | 27. Okt. 2016    |
| 184 | Gottfried Wilhelm Leibniz – Das verkannte Genie                                                 | 10. Nov. 2016    |
| 185 | Für immer jung – Der Sänger Toni Krahl                                                          | 17. Nov. 2016    |
| 186 | Höllenfahrt – Das Leben des Johannes R. Becher                                                  | 24. Nov. 2016    |
| 187 | Die wunderbaren Welten des Christian Steyer                                                     | 8. Dez. 2016     |
| 188 | Gerhard Schöne – Der leise Rebell                                                               | 12. Jan. 2017    |
| 189 | Graf Brühl und Friedrich II. – Feinde fürs Leben                                                | 2. Feb. 2017     |
| 190 | Sigmund Jähn – Der erste Deutsche im All                                                        | 16. Feb. 2017    |
| 191 | Michael Gwisdek – Cowboy, Boxer, Gott: Ein Schauspielerleben                                    | 9. März 2017     |
| 192 | Folge deinem Stern – Die Sängerin Aurora Lacasa                                                 | 23. März 2017    |
| 193 | Im Krieg der Bilder – Der Fotograf Thomas Billhardt                                             | 4. Mai 2017      |
| 194 | Cameron Carpenter – Revolutionär an der Orgel                                                   | 11. Mai 2017     |
| 195 | Große Tiere für kleine Leute – Die Spielzeuggestalterin Renate Müller                           | 8. Juni 2017     |
| 196 | Georg Philipp Telemann – Der musikalische Alleskönner                                           | 22. Juni 2017    |
| 197 | Kurt Masur                                                                                      | 13. Juli 2017    |
| 198 | Deutschland, deine Künstler: Christian Thielemann (Dirigent)                                    | 27. Juli 2017    |
| 199 | Träumen und kämpfen – Der Schriftsteller Clemens Meyer                                          | 17. Aug. 2017    |
| 200 | Deutschland, deine Künstler: Katrin Sass                                                        | 24. Aug. 2017    |
| 201 | Jürgen Hart – Mehr als ein singender Sachse                                                     | 14. Sep. 2017    |
| 202 | Die Schlagerlegende Bärbel Wachholz                                                             | 21. Sep. 2017    |
| 203 | Rolf Herricht – Reserveheld der DDR                                                             | 5. Okt. 2017     |
| 204 | Reich ist nur, wer glücklich ist – Das rastlose Leben des Friedrich Schorlemmer                 | 26. Okt. 2017    |
| 205 | Sahra Wagenknecht – Rot, Rosa, Sahra                                                            | 2. Nov. 2017     |
| 206 | Ingrid Mössinger – Eine Frau verändert eine Stadt                                               | 16. Nov. 2017    |
| 207 | Einmal Prinzessin, immer Prinzessin – Die Schauspielerin Christel Bodenstein                    | 14. Dez. 2017    |
| 208 | Judy Lybke – Galerist und Erfinder der Neuen Leipziger Schule                                   | 25. Jan. 2018    |
| 209 | Rasmussen – der Motorradkönig von Zschopau                                                      | 15. Feb. 2018    |
| 210 | Werner Schunk – Vom Schlosser zum Gehirnforscher                                                | 1. März 2018     |
| 211 | Alexander Kluge – Der Universalkünstler aus Halberstadt                                         | 12. Apr. 2018    |
| 212 | Erich Kästner – Das andere Ich                                                                  | 19. Apr. 2018    |
| 213 | Der Maler Arno Rink – Wegbereiter der Leipziger Schule                                          | 3. Mai 2018      |
| 214 | Uwe Steimle – Heimatforscher und Störenfried                                                    | 24. Mai 2018     |
| 215 | Ein Oskar für Bayern – Die Rebellionen des Oskar Maria Graf                                     | 7. Juni 2018     |
| 216 | Friedrich Wolf – Kommunist und Lebemann                                                         | 14. Juni 2018    |
| 217 | Jürgen Kerth – Der Blues-König aus Erfurt                                                       | 19. Juli 2018    |
| 218 | Vorwärts und nicht vergessen – Der Komponist Hanns Eisler                                       | 26. Juli 2018    |
| 219 | Dagmar Manzel – Porträt einer Anti-Diva                                                         | 30. Aug. 2018    |
| 220 | Peter Mücke – Mit Vollgas durchs Leben                                                          | 13. Sep. 2018    |
| 221 | Herr der langen Finger – Der Bildhauer Volkmar Kühn                                             | 20. Sep. 2018    |
| 222 | Wagner-Legende Waltraud Meier – „Adieu Kundry, Adieu Isolde“                                    | 4. Okt. 2018     |
| 223 | Von Hamlet bis Hollywood: Der Schauspieler Christian Friedel                                    | 25. Okt. 2018    |
| 224 | Der Schneider der Präsidenten: Die lange Reise des Maxmilian Grünfeld                           | 8. Nov. 2018     |
| 225 | Vom Vogtland nach Pennsylvania: Der Siegeszug der Martin-Gitarre                                | 29. Nov. 2018    |
| 226 | Heinz Bormann – Der Modezar aus Magdeburg                                                       | 13. Dez. 2018    |
| 227 | Fips Fleischer – Die Swing-Legende aus Sachsen                                                  | 10. Jan. 2019    |
| 228 | Claudia Michelsen – ein Theaterkind                                                             | 7. Feb. 2019     |
| 229 | Regina Ziegler – Ein Film-reifes Leben                                                          | 7. März 2019     |
| 230 | Richard Hartmann – Der Lokomotiv-König von Chemnitz                                             | 25. Apr. 2019    |
| 231 | Mit dem Cello um die Welt – Jan Vogler                                                          | 16. Mai 2019     |
| 232 | Ein Stern auf der Sonnenallee – Leander Haußmann                                                | 20. Juni 2019    |
| 233 | Alfred Brehm – Der Tierforscher aus Thüringen                                                   | 19. Sep. 2019    |
| 234 | Der Fotograf Roger Melis – Chronist der Ostdeutschen                                            | 17. Okt. 2019    |
| 235 | Thomas Kretschmann – Von Dessau nach Hollywood                                                  | 28. Nov. 2019    |
| 236 | Monika Maron – Rebellin an der Schreibmaschine                                                  | 5. Dez. 2019     |
| 237 | Aber, Herr Preil! – Der Künstler Hans-Joachim Preil                                             | 19. Dez. 2019    |
| 238 | Max Pechstein – Geschichte eines Malers                                                         | 17. März 2020    |
| 239 | Andris Nelsons – Maestro ohne Allüren                                                           | 26. März 2020    |
| 240 | Kurt Weill – Von Dessau an den Broadway                                                         | 2. Apr. 2020     |
| 241 | August der Starke: Kunst und Pracht im Absolutismus                                             | 7. Mai 2020      |
| 242 | Max Klinger – Traum und Verführung                                                              | 2. Juli 2020     |
| 243 | Carl Adolph Riebeck – Der mitteldeutsche Braunkohlebaron                                        | 16. Juli 2020    |
| 244 | Barfuß nach innen – Die Kletterlegende Bernd Arnold                                             | 6. Aug. 2020     |
| 245 | Leidenschaft und Pflicht und Liebe: Die drei Leben der Clara Schumann                           | 27. Aug. 2020    |
| 246 | Vom Kruzianer zum Weltstar – der Sänger René Pape                                               | 3. Nov. 2020     |
| 247 | Sunny – Solo für Renate Krößner                                                                 | 16. Nov. 2020    |